# Cathédrale de Nuoro
La cathédrale de Nuoro ou cathédrale-Notre-Dame-des-Neiges (en italien : cattedrale di Santa Maria della Neve) est une église catholique romaine de Nuoro, en Italie. Il s'agit de la cathédrale du diocèse de Nuoro.

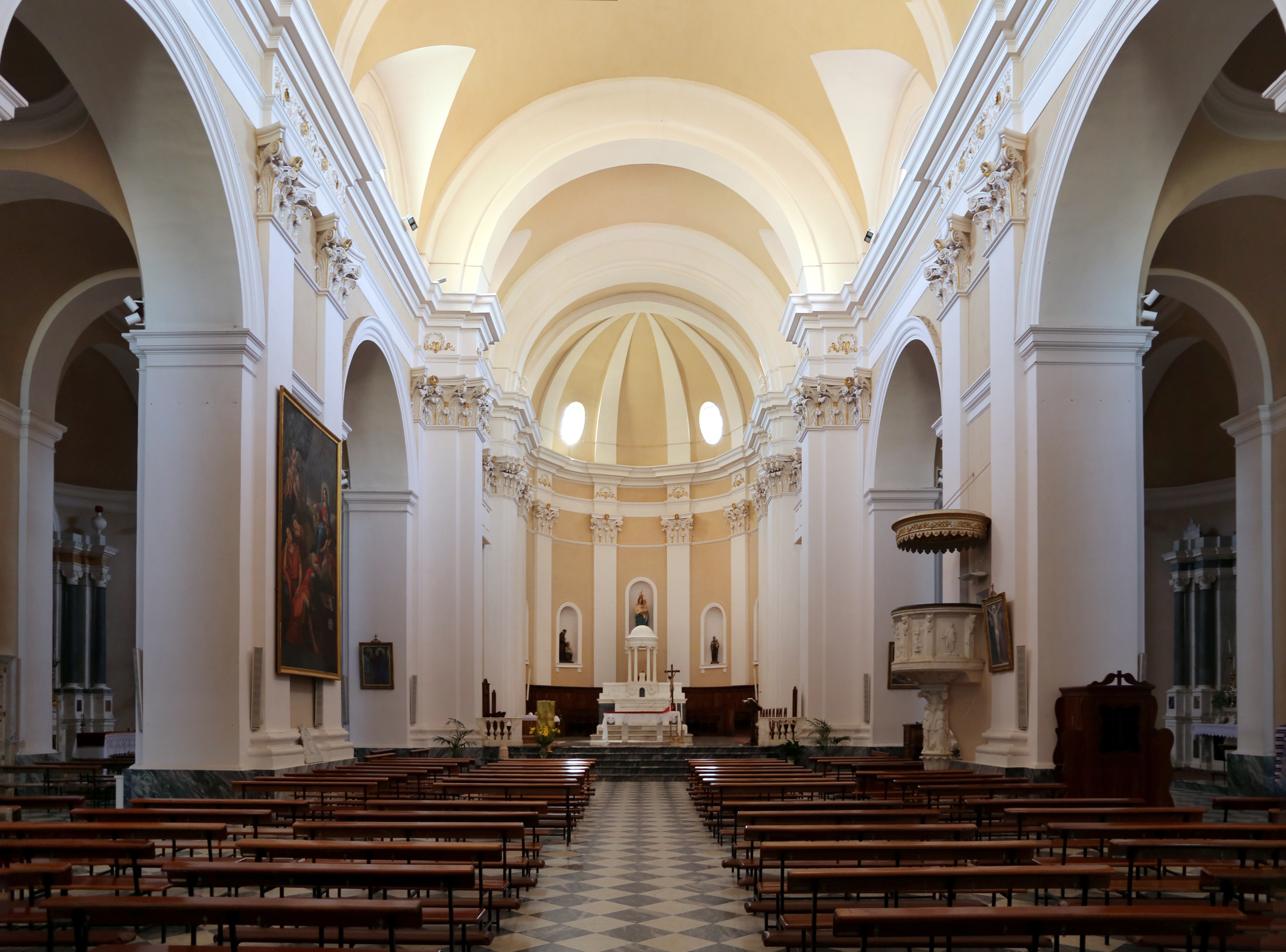
L'intérieur de la cathédrale.

### Articles liés
- Nuoro
- Diocèse de Nuoro
- Liste des cathédrales d'Italie